# Dohrniphora bilineata
Dohrniphora bilineata är en tvåvingeart som beskrevs av Borgmeier 1961. Dohrniphora bilineata ingår i släktet Dohrniphora och familjen puckelflugor. Inga underarter finns listade i Catalogue of Life.